# Diamesia
La diamesia è una variabile sociolinguistica relativa al mezzo materiale adottato per comunicare. Tramite questa variabile si distinguono fondamentalmente testi orali e testi scritti: la forma base dei primi è il dialogo, che rappresenta un contesto comunicativo legato alla dinamica situazionale e per lo più si svolge tra persone che si conoscono e che comunicano in presenza; i secondi sono invece sostanzialmente monologici e sono pensati per raggiungere un uditorio ampio e indeterminato nella linea del tempo. Il concetto è stato coniato da Alberto Mioni.
L'assunzione di questa variabile si basa sulla tradizionale distinzione, operata in relazione alla lingua italiana, tra un italiano scritto e un italiano orale, con la previsione dell'assunzione di un differente codice in base al mezzo scelto, distinzione che in alcuni casi si è profilata come vero e proprio bilinguismo. In qualche modo analoga è la vicenda dell'antico provenzale, scelta come lingua letteraria da poeti che non erano concretamente in grado di parlarla.
Per esempio, nella lingua italiana scritta, normalmente la quantità non viene espressa tramite la locuzione "un sacco di", tipica del parlato.
Con l'avvento dei nuovi mezzi di comunicazione di massa, la concezione dicotomica tra parlato e scritto è soggetta a un profondo aggiornamento. Si parla dunque di "parlato trasmesso" e di "scritto trasmesso": il primo indica la lingua parlata trasmessa attraverso i mezzi di comunicazione a distanza (radio, cinema, telefono, televisione), mentre il secondo fa riferimento alle comunicazioni che avvengono attraverso Internet, la posta elettronica, gli SMS (anche se queste forme di comunicazione rinviano a caratteristiche tipiche del parlato).
Gli altri parametri che determinano la variazione linguistica sono:
- la diacronia, in rapporto al tempo;
- la diatopia, in rapporto allo spazio;
- la diastratia, in rapporto alla condizione sociale dei parlanti;
- la diafasia, in rapporto alla situazione.

Diastratia e diatopia sono variabili sociolinguistiche introdotte dal linguista norvegese Leiv Flydal nel 1952 e poi assunti, ridefiniti e sistematizzati dal linguista rumeno Eugen Coșeriu, che li integrò con la diafasia. Questi concetti sono mutuati sulla base della diacronia saussuriana.